# کوهی اینوه
کوهی اینوه (انگلیسی: Kohei Inoue؛ زادهٔ ۵ اکتبر ۱۹۷۸) بازیکن فوتبال اهل ژاپن است.
از باشگاه‌هایی که در آن بازی کرده‌است می‌توان به باشگاه فوتبال جف یونایتد ایچیهارا چیبا و باشگاه فوتبال آلبیرکس نیگاتا اشاره کرد.